# Literaturautomat
Der Literaturautomat ist ein umgebauter Zigarettenautomat, befüllt mit kleinen Textboxen, die Lyrik und Prosa enthalten.

## Geschichte
Die Idee des Literaturautomaten geht zurück auf die Autorin Pamela Granderath und Christine Brinkmann (Kulturzentrum zakk, Düsseldorf) aus dem Jahr 2006 und steht unter dem Motto „Kultur statt Kippe“. Alle acht Wochen werden die umgebauten Zigarettenautomaten mit kleinen Textboxen von unbekannten wie bekannten Autoren befüllt und können dann, wie Zigarettenschachteln, für jeweils zwei Euro die Box erstanden werden. Die Texte sind dabei auf keine Textgattung, aus Platzgründen jedoch auf ca. 3200 Zeichen begrenzt. Bekannte Autoren und Künstler wie Sebastian 23, Safiye Can, Nora Gomringer, Theresa Hahl, die Brothers Keepers, Matthias Reuter, Martin Sonneborn, Sven-André Dreyer oder Angela Litschev haben bereits mit ihren Texten zum Literaturautomaten beigetragen. Auch Hobbyautoren können sich um die Aufnahme in einen der Automaten bewerben, diesen Aufruf nehmen etwa einhundert (2008) bis zweihundert (2012) Autoren pro Jahr wahr. Über dreihundertfünfzig Boxen sind bereits produziert worden.

## Standorte
Literaturautomaten stehen oder standen in Düsseldorf, Bochum, Dresden, Leipzig, Wuppertal, Stuttgart, Münster, Remscheid, Essen, Bad Godesberg, Krefeld, Regensburg sowie in Dornbirn, Venlo und Thessaloniki. Weitere Automaten sind in Planung.

## Autoren

### 2006
Pamela Granderath • Heike Küsters • Heike Smets • Klaus Sievers • Lasse Samström

### 2007
Angela Litschev • Etta Streicher • Peter Philipp • Udo Tiffert • Wolfgang Grimm • Frank Schablewski • Das Brot • Sebastian 23 • Stephanie Spichala • Jürgen Preuss • Artig Spezial (mit Kira Dell, Maria Lipina, Sandra Martelock, Alexandra Surdina) • Harald Hülsmann • Mathilda Pjari • Matthias Schamp • Regina Rey • Stan Lafleur • Irina Buss • Nora Gomringer • Achim Wagner • Carsten Steenbergen • Birgid Maren Vogel • Horst Eckert • Klaus Sievers • Kabawil e.V. • Brothers Keepers • Hermann Mensing • Karsten Hohage • Artur Wojtczak • Maria Mietasch • Pauline Füg • Anant Kumar • Ja Fein • Dirk Tietenberg • Klaus Ulrich • Vera Klee • Adrian Kasnitz • Edith Glischke • Christina Müller-Gutowski • Niemand • Otto Vowinckel • Carsten Zimmermann • Rolf Stolz • Sabine Tramp • Sven-André Dreyer • Dirk Jürgensen • Werner Hanses Ketteler

### 2008
Verena Liebers • Dieter Höss • Ursula Koch • Wolfgang Busch • Spezialbox "Schreibwerkstatt der Generationen" • Dr. Lena Klassen • Andreas Züll • Elisabeth Podgornik • Inge Oehmichen • Helge Streit • Christian Matzerath • Dirk Tietenberg • Stan Lafleur • Fatzke Schulmeister • Christoph Wolff • Angelika Pampus • Christian Hussel • Gerrit Wustmann • Hanna Schörken • Tork Pöttschke • Charlotte Erpenbeck • Gisela Schäfer • Helmut Peters • Karl C. Fischer • Spezialbox "Schreibwerkstatt der JVA Düsseldorf" • Annina Luzie Schmid • Christine Frenz • Enno Stahl • Mirko Swatoch • Wolf Hogekamp • Ingrid Glomp • Markus E. Ungerer • Michael Krupp • evamaespring • Wolfgang Bittner • Ellinor Wohlfeil • Heinrich Peuckmann • Marco Jonas Jahn • Jürgen Völkert-Marten • Klaus Ulrich Reinke • Karl Feldkamp • Pamela Granderath • Angela Lischev • Frank Schablewski • Peter Philipp • Reglindis Rauca • Pia Helfferich

### 2009
Bärbel Klässner • Frank Klötgen • Tom de Toys • Heide Küsters • Matthias Reuter • Dietmar Koschier • Hans Ische • Horst-Stefan Jochum • Joanna Lisiak • Kerstin Leppert • Markim Pause • Udo Degener • Jessica Lehmann • Rita Lamm • Gisela Schäfer • Annelie Kaufman • Marie T. Martin • Mirjam Candan • Betty Schmidt • Sophia Neopren • Franziska Röchter • Patrick Roßkothen • Sebastian 23 • Lasse Samström • Stella Volkenand • W. G. Fienhold • Bastian Buchtaleck • Elisabeth Blöcker • Emek Sarigül • Martin Thomas Hein

### 2010
Carolin Arden • Gisela Schäfer • Helge Streit • Otto Vowinckel • Tork Pöttschke • Dirk Schröter • Ellinor Wohlfeil • Karl-Johannes Vogt • Udo Tiffert • Paulina Mohn • Dirk Werner • Doris Bewernitz • Gisela Winterling • Michéle Minelli • Horst Eckert • Jochen Weeber • Kerstin Leppert • Lara Müller • Susanne Schnitzler • Angela Litschev • Charlotte Erpenbeck • Helge Goldhahn • Madeline Frühwein • Sven-André Dreyer • Spezialboxen "Klasse(n)buch", "Killerphrasen", "Geschwister Scholl Gymnasium", "Düsseldorf ist ARTig" und "Zwischenruf"

### 2011
Andreas Gers • Jutta Miller-Waldner • Marlies Blauth • Michael Koch • Ulf Großmann • Claudia Kohlus • Georges de Brouillard • Judith Pfeifer • Kai G. Klein • Nicole Makarewicz • Helge Streit • Markus Köhle • Martin Auer • Mieze Medusa • Nicole Kovanda • Brigitta Vollenberg • Jan D. Walter • Spezialbox "Autorinnenvereinigung e.V." • Orla Wolf • Sarah Faulhammer • Stephan Reich • Martin Sonneborn • Regina Rey • Spezialbox "Selbstbaubox", "Best of five years" und "zakk Box"

### 2012
Astrid Edel • Burkhard Gustav Schrader • Dirk Werner • Jens Schreblowsky • Martin Kirchhoff • Arno Wilhelm • Johannes Floehr • Tobias Kunze • Verena Tribensky • Xóchil A. Schütz • Nora Gomringer • Pamela Granderath • Wehwalt Koslovsky • Nadja Schlüter • Frank Klötgen • Christian Rempel • Daniela Stockinger • Isabella Breier • Kathrin Pläcking • Miriam Bittner • Mechthilde Vahsen • Sören Johst • asche und zimt • Marco Kerler • Marcus Nickel • Fabian Neidhardt • Laura Vogt • Maurice Meijer • Nicole Makarewicz • Otto Vowinckel

### 2013
Monika Jaruja • Marina Maggio • Ina Wohlgemuth • Christoph Danne • Beate Hefler • Sina Klein • Helge Goldschläger • Jessica Lehmann • Andreas Weber • Svenja Gräfen • Manuel Emmelmann • Theresa Hahl • Anke Fuchs • Kurz Mondaugen • Franziska Wilhelm • Markim Pause • Andy Strauß • Dorian Steinhoff • Swantje Lichtenstein • Mark Fritsche

### 2014
Bleu Broode • Hans Hoff • Martin Hyun • Volker Hein • Markus Janke • Frank Möbus • Laura Voß • Saskia Zeller • Thomas Schubert • Tommi Brem • Helge Goldschläger • Jason Bartsch • Michalis Patentatlis • Florian L. Arnold • Udo Tiffert • Sven-André Dreyer • Helmut Peters • Matthias Reuter • Heide Küsters • Kisuk Lee Zergiebel • Axel von Ernst • Daan Doesborgh • Jan Möbus • Tobias Dömer • Theresa Hahl • Andrea Grießmann • Katja Hütte • Tuna Tourette • Vera Henkel • Hank Zerbolesch

### 2015
Anja Liedtke • Doris Kleffner • Safiye Can • Helga Windirsch • Martina Sperling • Volker Schwarz • Carolin Hafen • Nicolai Köppel • Ingo Klopfer • Rainer Bauck • Karin Wiemer • Andreas Deffner • Anna Tastoglou • Ivo Meraskentis • Michalis Patentatlis • Nona Siimakis • Petros Kyrimis • Niki Edeneier • Andonis Fostieris • Elsa Korneti • Pamela Granderath • Alexandra Leicht • Bärbel Schoening • Christian Kneips • Nina Sahm • Anke Glasmacher • Renate Meier • Thorsten Libotte • Vera Liesch • Werner Siepler • Delia Albers • Dea Sinik • Nik Salsflausen • Maria Odoevskaya • Philipp Herold • Xóchil A. Schütz

### 2016
Hanna Schörken • Lena Marie Borgards • Michail Bogaviev • Frauke Tomczak • Gunna Wendt • Esther Ackermann • Gabriele Frings • Herbert Friedmann • Inga Anika Baldus • Johanna Ruano • Alexandra S. Huß • Ann-Kathrin Speckmann • Florian Wentsch • Maren Gronostay • René Bote • Andrea Lienesch • Angela Kreuz • Melanie Buhl • Nico Feiden • Raphael Nibbana • Annik Aicher • Kai Rohlinger • Lyl Boyd • Manuel Bianchi • Marie Hollenbeck • Lea Beiermann • Lisa Hanna Stapelfeldt • Tobias Kreutzer • Pamela Granderath • Katharina Peters • Niklas Heinrichs • Rebecca Libertus • Renee Kümpel • Robyn Quince • Shannon Lindner

### 2017
Alexander Kerber • Kerstin Uebele • Lara Bausten • Marius Baumann • Philipp Reitza • Daniel Ableev • Dominik Steiner • Maja Loewe • Mathias Wittmann • Verena Meis • Horst Landau • Olaf Lenz • Sara Hauser • Sigune Schnabel • Stefan Oehm • Björn Gögge • Piet Fischer • Viktoria Lösche • Johannes Floehr • Jasmin Houben • Anna Fedorova • Bianca Venis • Carsten Stephan • Kittyhawk • Muh • Claudia Charlotte Hartmann • Horst-Dieter Radke • Leon Hellwig Illies • Sabine Kurz • Brigitte Reich

### 2018
Claudia Birkheuer • dcf • Marie Eick-Kerssenbrock • Melda-Sabine Fischer • Xenia Hügel • Rebecca Schettler • Leon Skottnik • Jutta von Ochsenstein • Gieso Ristau • Duygu Göksu • Vera Hohleiter • Gabriele Trinckler • Tessa Schwarz • Matthias Engels • Marcel Friedrich • Olga Polasik • Wienke Treblin • Yvonne Pawlowski • Matthias Veit • Julia Pfeifer • Laura Castigla • Liven Oliven • Lisa Scherf • Shamain Kahn • Melek Eli • Andy Hagel • Antonia Köppel • Christian Engelken • Sabine Krüger • Udo Kaube

### 2019
Johanna Blau • Mareile Blendl • Annika Eliane • Jutta Piehler • Gabriele Erber • Eloquentron3000 (Gedichte-Bot von Fabian Navarro & Selina Seemann)